# Пећи (Босанско Грахово)
Пећи су насељено мјесто у Босни и Херцеговини у општини Босанско Грахово које административно припада Федерацији Босне и Херцеговине. Према попису становништва из 1991. у насељу је живјело 256 становника.

## Становништво
| Националност       | 1991. | 1981. | 1971. | 1961. |
| Срби               | 240   | 206   | 316   | 422   |
| Југословени        | 16    | 62    |       |       |
| Хрвати             |       |       |       | 2     |
| остали и непознато |       | 3     |       |       |
| Укупно             | 256   | 271   | 316   | 424   |

| Демографија | Демографија | Демографија |
| Година      | Становника  | Становника  |
| ----------- | ----------- | ----------- |
| 1961.       | 424         |             |
| 1971.       | 316         |             |
| 1981.       | 271         |             |
| 1991.       | 256         |             |